# Serényi István
Serényi István, Schlesinger (Budapest, 1911. augusztus 26. – Budapest, 1996. október 3.) olimpiai negyedik helyezett kézilabdázó.

## Pályafutása
Az 1936-os nyári olimpián – Berlin – a negyedik helyezett magyar kézilabdacsapat tagja.

Az olimpiai döntőben hat csapat indult: Németország, Ausztria, Svájc, Magyarország, Románia, Amerikai Egyesült Államok.

Ez volt a végső helyezési sorrend is.

Eredmények az 1936-os berlini olimpián:
1936. augusztus 6. Németország – Magyarország 22:0

1936. augusztus 7. Magyarország – USA 7:2

1936. augusztus 10. Németország – Magyarország 19:6

1936. augusztus 12. Ausztria – Magyarország 11:7

1936. augusztus 14. Svájc – Magyarország 10:5
A VAC (Vívó és Atlétikai Klub) Budapest, sportolója volt.

Edzőként a Kőbányai Textil csapatánál tevékenykedett.

A Kőbányai Sörgyárban, majd az Ofotért Vállalatnál, Budapesten dolgozott, .

## Családja
Felesége, Benkő Serényi Ibolya (1926-1994).